# フォッジャ県

フォッジャ県
Provincia di Foggia

フォッジャ県（フォッジャけん、イタリア語: Provincia di Foggia）は、イタリア共和国プーリア州に属する県の一つ。県都はフォッジャ。

## 地理

### 位置・広がり
プーリア州の北西端に位置する県で、南にバジリカータ州、南西にカンパニア州、西にモリーゼ州と境界を接する。北東側はアドリア海に面し、ガルガーノ半島が突き出している。面積は約 6,900 km² で、イタリアではボルツァーノ自治県に次いで二番目に広い県である。
隣接する県は以下の通り。
- バルレッタ＝アンドリア＝トラーニ県 - 南東
- ポテンツァ県 （バジリカータ州） - 南
- アヴェッリーノ県（カンパニア州） - 南西
- ベネヴェント県 （カンパニア州） - 南西
- カンポバッソ県 （モリーゼ州） - 西

### 主要な都市
2001年の国勢調査に基づく居住地区（Località abitata）別人口統計によれば、人口3万人以上の都市は以下の通り。
- フォッジャ - 145,261人
- マンフレドーニア - 55,933人
- チェリニョーラ - 54,729人
- ルチェーラ - 33,418人
- モンテ・サンタンジェロ - 13,542人
- アプリチェーナ - 13,505人

- フォッジャの旧王宮
- マンフレドーニアの聖堂
- チェリニョーラ

### 地勢

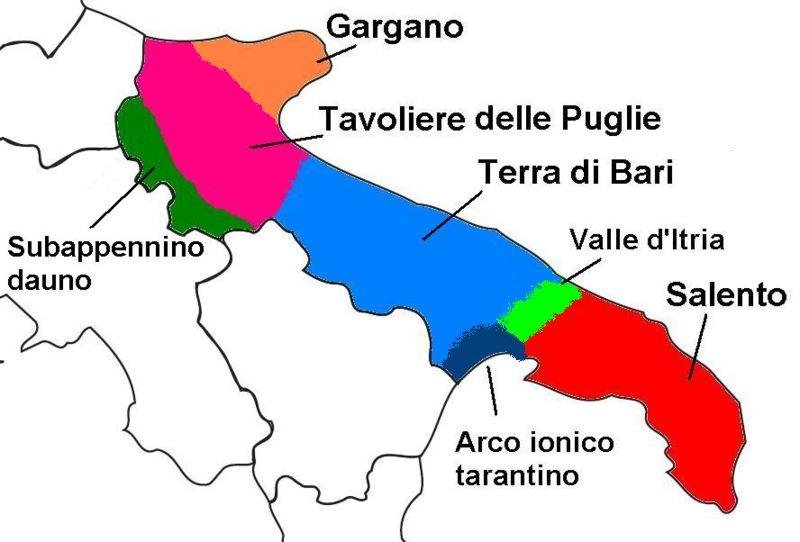
プーリア州の地方

平坦な地形であるプーリア州の中では山がちな県である。県東部はアドリア海に対して突き出した地形となっておりガルガーノ (it:Gargano) と呼ばれる。ガルガーノにあるカルヴォ山 (it:Monte Calvo (Gargano)) （1,065 m）は、州の最高峰である。アドリア海上にはトレーミティ諸島がある。
県西部にはアペニン山脈から連なるスバッペンニーノ・ダウノ（ダウニア山地） (it:Subappennino Dauno) がある。
県中部にはタヴォリエーレ・デッレ・プーリエ（プーリア台地） (it:Tavoliere delle Puglie) が広がっている。

## 行政区画
2008年に、県南東部の3つのコムーネ（マルゲリータ・ディ・サヴォイア、サン・フェルディナンド・ディ・プーリア、トリニターポリ）が県から分割され、隣接するバーリ県の7つのコムーネと共に、新たにバルレッタ＝アンドリア＝トラーニ県が編成された。

## 観光
県には世界遺産として、以下がある。
- イタリアのロンゴバルド族:権勢の足跡 (568-774年) の一部
  - サン・ミケーレの聖域 （モンテ・サンタンジェロ）

## 交通

### 空港
- フォッジャ空港 (Foggia "Gino Lisa" Airport) （フォッジャ）